# Nieurlet
 Nieurlet  (en neerlandés Nieuwerleet) es una población y comuna francesa, en la región de Norte-Paso de Calais, departamento de Norte, en el distrito de Dunkerque y cantón de Wormhout.

## Demografía
| 833 | 830 | 822 | 857 | 944 | 934 |
| Para los censos de 1962 a 1999 la población legal corresponde a la población sin duplicidades (Fuente: INSEE [Consultar]) |     |     |     |     |     |